# Presidenti del Consiglio regionale poi Assemblea della Corsica
Questa pagina mostra l'elenco dei presidenti del Consiglio regionale poi Assemblea della Corsica (a partire dal 1974, quando è stato istituito il Consiglio regionale e il 1992, quando è stata istituita l'Assemblea). 
La Corsica viene istituita come regione nel 1974 in seguito al distacco dalla regione Provenza-Alpi-Costa Azzurra diventato effettivo nel 1976.

## Elenco

### Presidenti del Consiglio regionale della Corsica (1974-1982)
| Note        | Mandato     | Presidente | Presidente               | Partito | Partito                          |
| ----------- | ----------- | ---------- | ------------------------ | ------- | -------------------------------- |
|             | 1974–1979   |            | François Giacobbi        |         | Partito Radicale                 |
|             | 1979 – 1980 |            | Jean Filippi             |         | Partito Radicale                 |
|             | 1980 – 1981 |            | Jean-Paul de Rocca Serra |         | Raggruppamento per la Repubblica |
| [ 1 ] [ 2 ] | 1981 – 1984 |            | Prosper Alfonsi          |         | Partito Radicale di Sinistra     |
| [ 2 ]       | 1984 – 1992 |            | Jean-Paul de Rocca Serra |         | Raggruppamento per la Repubblica |

### Presidenti dell'Assemblea della Corsica (dal 1982)
| Mandato                           | Presidente | Presidente                  | Partito | Partito                           |
| --------------------------------- | ---------- | --------------------------- | ------- | --------------------------------- |
| 1992–1998                         |            | Jean-Paul de Rocca Serra    |         | Raggruppamento per la Repubblica  |
| 26 marzo 1998 – 4 aprile 2004     |            | José Rossi                  |         | Unione per la Democrazia Francese |
| 4 aprile 2004 – 25 marzo 2010     |            | Camille de Rocca Serra      |         | Unione per un Movimento Popolare  |
| 25 marzo 2010 – 17 dicembre 2015  |            | Dominique Bucchini          |         | Partito Comunista Francese        |
| 17 dicembre 2015 – 1º luglio 2021 |            | Jean-Guy Talamoni           |         | Corsica Libera                    |
| 1º luglio 2021 – in carica        |            | Marie-Antoinette Maupertuis |         | Femu a Corsica                    |

## Presidente del Consiglio esecutivo della Corsica
Dopo la trasformazione del Consiglio regionale della Corsica nell'Assemblea nel 1982, a partire dal 1992 il Consiglio esecutivo della Corsica è il nuovo organo politico distinto, deputato al governo della regione.